# Daniel Kleppner
Daniel Kleppner (Nova Iorque, 16 de dezembro de 1932 – 16 de junho de 2025) foi um físico estadunidense.

## Educação e carreira
Kleppner se formou no Williams College com bacharelado em 1953 em Williamstown, Massachusetts. Ele também frequentou a Universidade de Cambridge, na Inglaterra, com bacharelado em 1955, e a Universidade de Harvard, frequentou a Harvard Graduate School of Arts and Sciences, com um Ph.D. em 1959.
Na década de 1950, Kleppner tornou-se estudante de doutorado em física na Universidade de Harvard, onde trabalhou com Norman Ramsey. Aqui, Kleppner pegou os conceitos por trás de um maser de amônia e os aplicou a um maser de hidrogênio, que se tornou seu Ph.D. tese. Kleppner fez pesquisas importantes sobre os átomos de Rydberg.
Mais tarde, ele se interessou em criar um condensado de Bose-Einstein de hidrogênio (BEC). Em 1995, um grupo de pesquisadores, incluindo ex-alunos de Kleppner, fez um BEC usando átomos de rubídio. Não foi até 1998 que Kleppner e Tom Greytak finalmente criaram um BEC de hidrogênio.

## Livros
Kleppner e Robert J. Kolenkow escreveram Uma Introdução à Mecânica em 1973. 40 anos depois, Kleppner e Kolenkow voltaram a editar e publicar uma segunda edição em 2013.
- Kleppner, Daniel; Robert J. Kolenkow (1973). An Introduction to Mechanics. New York: McGraw-Hill. ISBN 978-0-07-035048-9
- Kleppner, Daniel (2013). An Introduction to Mechanics 1st ed. [S.l.]: Cambridge. ISBN 9780511784118[5]
- Kleppner, Daniel (2013). An Introduction to Mechanics 2nd ed. [S.l.]: Cambridge. ISBN 9780521198110[6]

Kleppner and his thesis adviser (and Nobel laureate) Norman Ramsey wrote the text Quick Calculus, joined for the 3rd edition by MIT professor Peter Dourmashkin:
- Kleppner, Daniel; Ramsey, Norman (1972). Quick calculus: for self-study or classroom use 1st ed. New York: Wiley. ISBN 9780471491125
- Kleppner, Daniel; Ramsey, Norman (1985). Quick Calculus: a self-teaching guide 2nd ed. New York, NY: Wiley. ISBN 0471827223
- Kleppner, Daniel; Dourmashkin, Peter; Ramsey, Norman (2022). Quick Calculus: A Self-Teaching Guide (em inglês) 3rd ed. [S.l.]: Jossey-Bass. ISBN 978-1-119-74319-4

## Publicações selecionadas
- Thomas J. Greytak; Daniel Kleppner (2001). «Bose-Einstein Condensation». McGraw-Hill Yearbook of Science and Technology: 64–67
- D. G. Fried; T. C. Killian; L. Willmann; D. Landhuis; S. C. Moss; D. Kleppner; T. J. Greytak (1998). «Bose-Einstein Condensation of Atomic Hydrogen». Physical Review Letters. 81 (18): 3811. Bibcode:1998PhRvL..81.3811F. arXiv:physics/9809017. doi:10.1103/PhysRevLett.81.3811
- T. C. Killian; D. G. Fried; L. Willmann; D. Landhuis; S. C. Moss; T. J. Greytak; D. Kleppner (1998). «Cold Collision Frequency Shift of the 1S-2S Transition in Hydrogen». Physical Review Letters. 81 (18): 3807. Bibcode:1998PhRvL..81.3807K. arXiv:physics/9809016. doi:10.1103/PhysRevLett.81.3807
- C. L. Cesar; D. G. Fried; T. C. Killian; A. D. Polcyn; J. C. Sandberg; I. A. Yu; T. J. Greytak; D. Kleppner (1996). «Two-Photon Spectroscopy of Trapped Atomic Hydrogen». Physical Review Letters. 77 (2): 255–258. Bibcode:1996PhRvL..77..255C. PMID 10062405. doi:10.1103/PhysRevLett.77.255. hdl:1721.1/11193
- T. C. Killian; D. G. Fried; C. L. Cesar; A. D. Polycn; T. J. Greytak; D. Kleppner (1996). «Doppler-Free Spectroscopy of Trapped Atomic Hydrogen». Proceedings of the 15th International Conference on Atomic Physics